# Хибокхибок
Хибокхибок (таг. Hibok-Hibok), также известен как Катарман (Catarman) — активный стратовулкан, расположенный в Филиппинах. Один из семи вулканов, расположенных на острове Камигин, при этом единственный активный.

## Характеристика
Хибок-Хибок относится к стратовулканам.
В состав вулкана входит 6 геотермальных источников (Пылкий источник, Тангоб, Бугонг, Тагдо, Наасаг и Кийаб) и три кратера (Кангкаан, Итум и Илихан).

## Извержения
Хибок-Хибок в современной истории извергался пять раз.
Первое зафиксированное извержение вулкана произошло в 1827 году. Похожая активность наблюдалась и в 1862.

## Туризм
Хибок-Хибок является популярным направлением пешеходного туризма. Для занятий туризмом требуется разрешение от Министерства окружающей среды и природных ресурсов Филиппин. Для того, чтобы достигнуть вершины вулкана, обычно требуется от трёх до пяти часов. С самой высокой точки вулкана видны Белый остров, острова Бохоль и Сикихор.
На вулкане расположен мемориал, посвящённый жертвам последнего извержения (1948-1951).